# Klonowo (powiat działdowski)
Klonowo – wieś w Polsce położona w województwie warmińsko-mazurskim, w powiecie działdowskim, w gminie Lidzbark, na szlaku kolejowym Działdowo-Chojnice pomiędzy Lidzbarkiem a Brodnicą. Nazwa stacji kolejowej: Klonowo koło Lidzbarka. W 2011 roku w Klonowie liczba ludności wynosiła 464 osoby.
W latach 1975–1998 miejscowość należała administracyjnie do województwa ciechanowskiego.